# Cattedrale dell'Immacolata Concezione (Mobile)
La cattedrale dell'Immacolata Concezione (in inglese: Cathedral Basilica of the Immaculate Conception) è la chiesa cattedrale dell'arcidiocesi di Mobile, si trova a Mobile, in Alabama, Stati Uniti d'America. La cattedrale è stata elevata a basilica minore da Giovanni XXIII ed è inserita nel Registro Nazionale dei luoghi storici.

## Storia

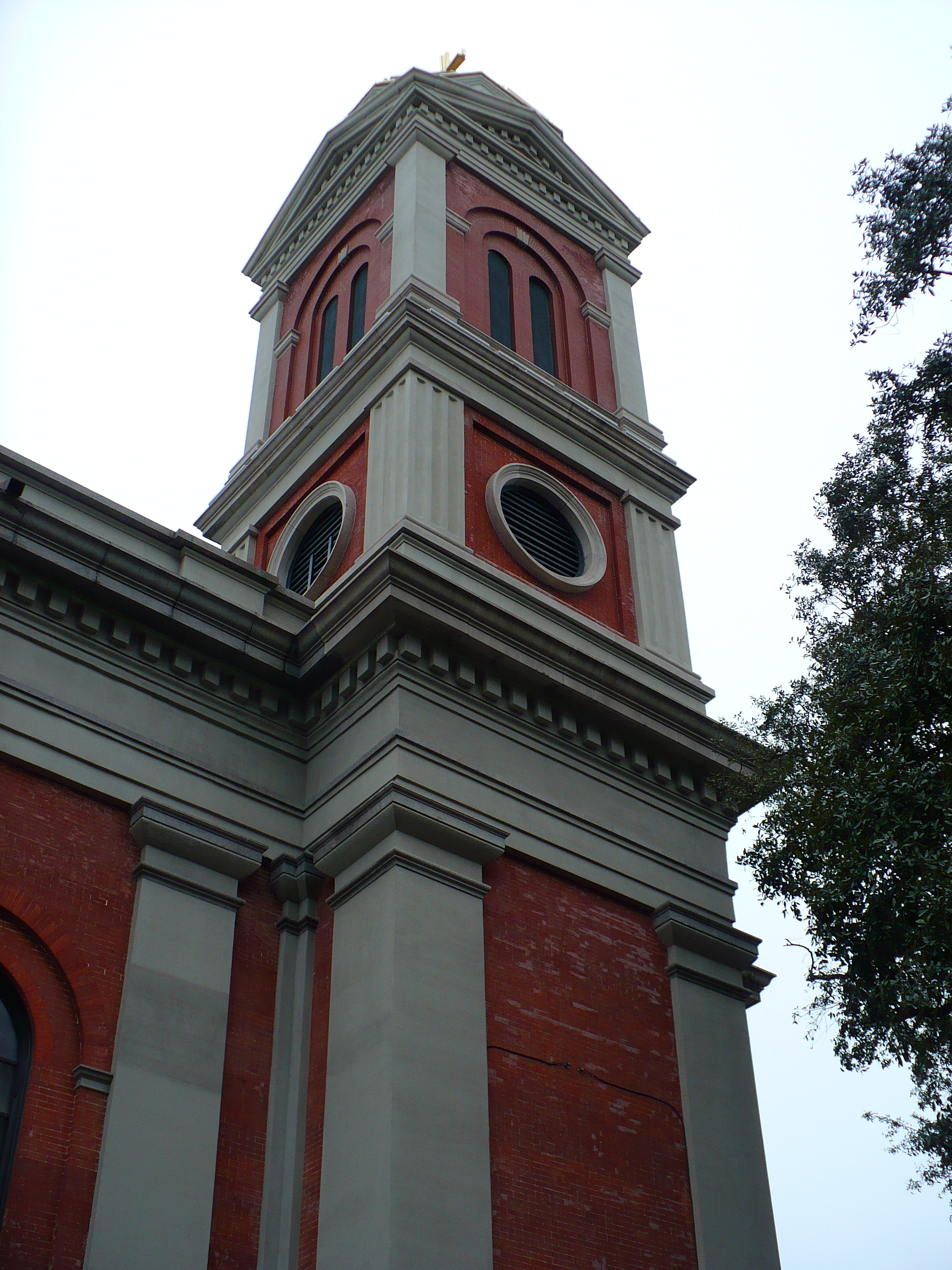
Torre sud della cattedrale nel 2009

La parrocchia cattolica di Mobile è stata eretta nel 1703 dal vescovo di Quebec, Chevrières Saint-Vallier, nell'allora Louisiana francese. La parrocchia apparteneva alla colonia di Mobile, parte della cittadella di Fort Louis de la Louisiane. Coloni provenienti da Mobile si trasferirono nel 1711 sul sito della chiesa attuale e vi costruirono una chiesa dedicata a Notre-Dame-de-la-Mobile. La chiesa è stata dedicata alla Madonna dell'Immacolata Concezione nel 1783, quando le truppe spagnole occuparono la colonia di Mobile.
Mobile è stata elevata a sede di diocesi nel 1829. La prima cattedrale era una modesta chiesa di legno. La nuova cattedrale, progettata nel 1833 da Claude Beroujon, un seminarista ex architetto, ha l'aspetto di una basilica romana. La costruzione iniziò nel 1835, ma il panico del 1837 causò una carenza di fondi e ritardò il progresso dei lavori. La cattedrale fu consacrata al culto pubblico nel 1850 dal vescovo Portier, anche se il progetto di Beroujon non era ancora pienamente realizzato. Il portico e le torri vennero infatti realizzate più tardi. Il portico, realizzato con otto enormi colonne di ordine dorico, è stato aggiunto nel 1870, sotto la direzione del vescovo John Quinlan. Le due torri sono state invece completate nel 1884, sotto il vescovo Jeremiah O'Sullivan.
La cattedrale è stata restaurata nel 1954 e nel 2000. L'interno è stato rinnovato nel 1970 secondo le nuove disposizioni del Concilio Vaticano II. La cattedrale è stata elevata da papa Giovanni XXIII al rango di basilica minore nel 1962.

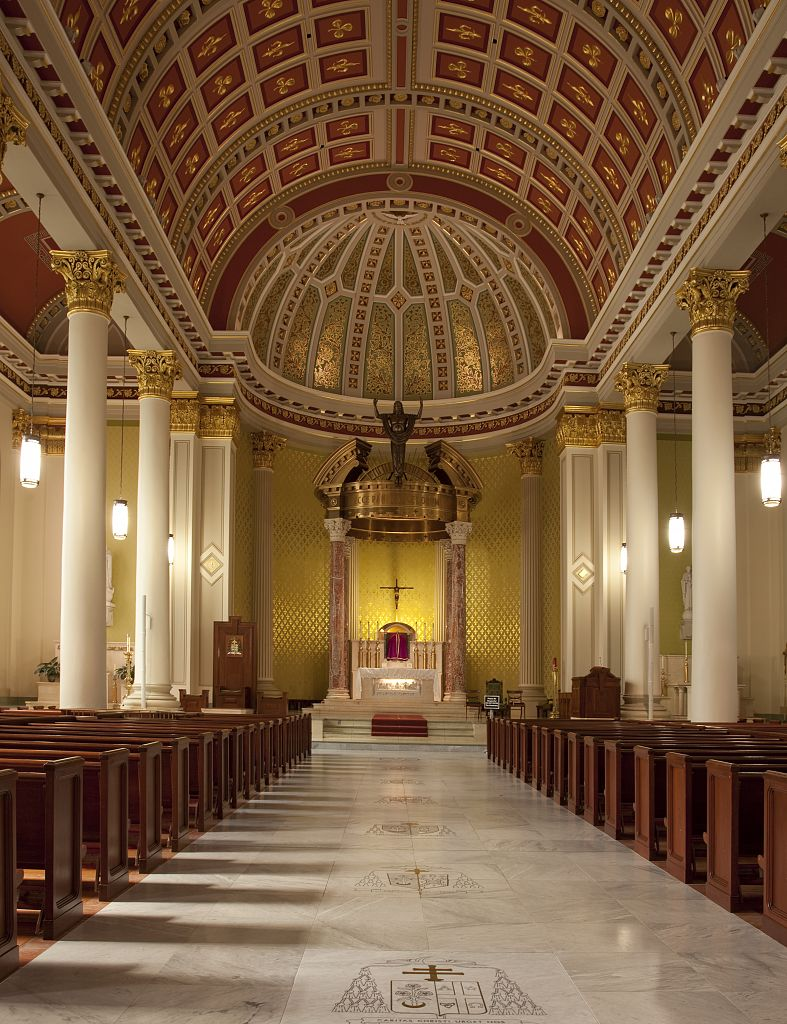
Interno della cattedrale

## Le vetrate
Le vetrate sono l'elemento di maggiore interesse artistico della cattedrale. Sono state ordinate alla ditta Franz Mayer & Co di Monaco di Baviera e realizzate tra il 1890 ed il 1910.
Le prime dodici finestre, sei nella parete nord e sei nella parete sud, misurano circa 2,4 metri di larghezza e 7 metri di altezza e ciascuna rappresenta un episodio della vita della Vergine in relazione con il Figlio. Le vetrate sul lato sud raffigurano l'Immacolata Concezione, la Presentazione di Gesù al Tempio, l'Annunciazione, la Visitazione, la Natività di Gesù e la Sacra Famiglia. Le vetrate sul lato nord ritraggono il Ritrovamento di Gesù Bambino al Tempio, la festa delle Nozze di Cana, la Crocifissione di Gesù, la Pentecoste, l'Assunzione di Maria in Cielo e l'Incoronazione di Maria, Regina del Cielo.
Due grandi vetrate si trovano sotto le torri che fiancheggiano il portico. Una rappresenta il Battesimo di Gesù e l'altra Santa Cecilia, patrona dei musicisti.
Vetrate più piccole si trovano dietro l'ingresso principale. Sono da sinistra a destra Sant'Agostino, Nostra Signora del Monte Carmelo, la Presentazione di Maria al Tempio, San Luigi, San Patrizio, Nostra Signora dell'Immacolata Concezione, Sant'Agnese, il Sacro Cuore. Sopra le quattro porte centrali si possono ammirare le vetrate dello Spirito Santo.

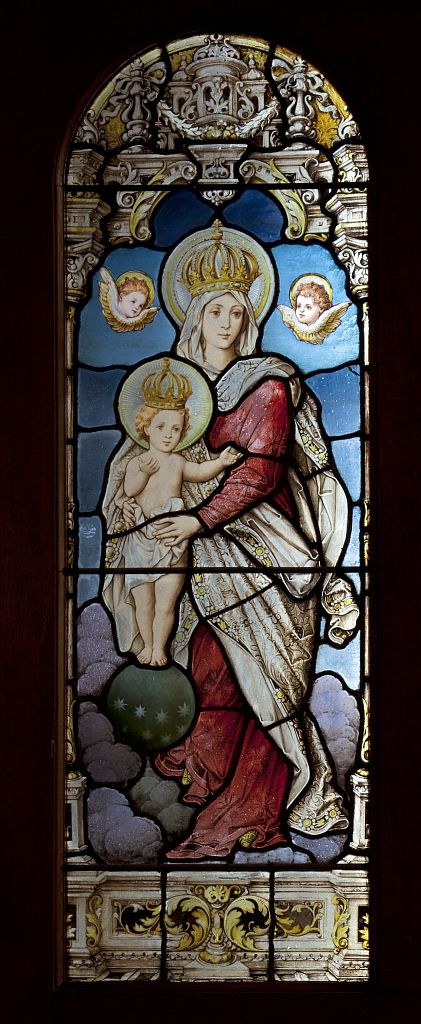
Vetrata della Vergine in trono
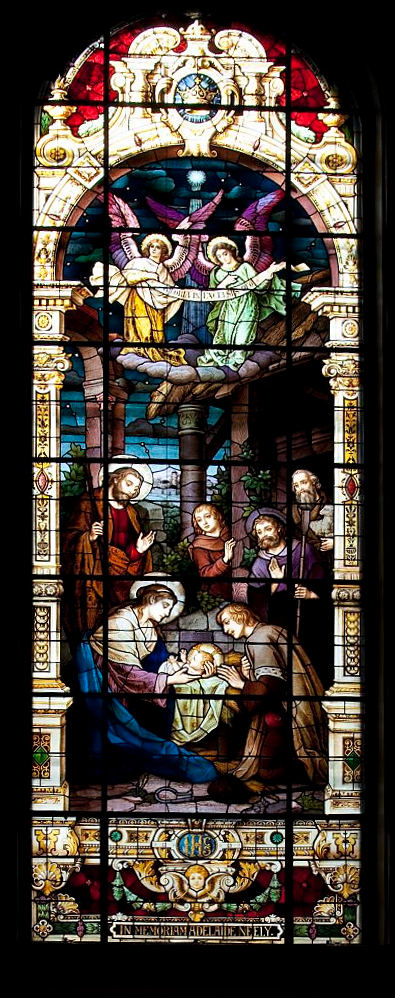
Vetrata della Natività
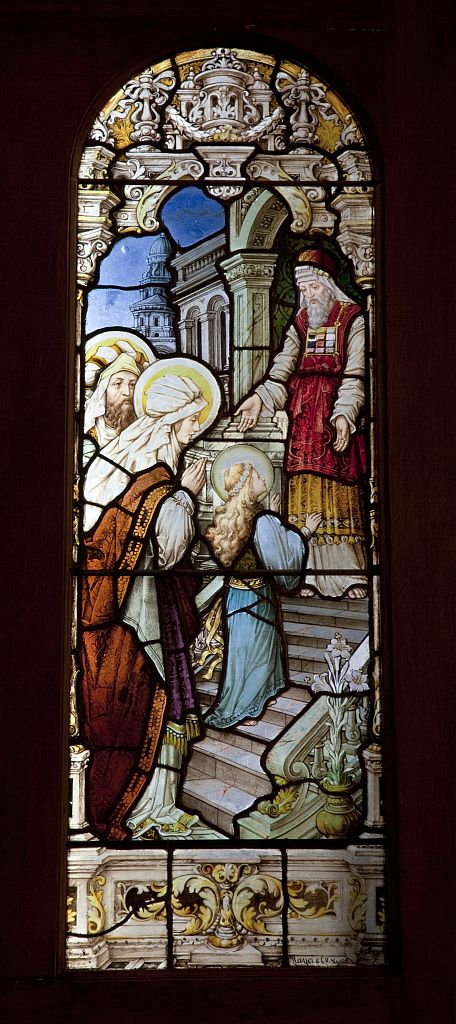
Vetrata della Presentazione di Maria al Tempio
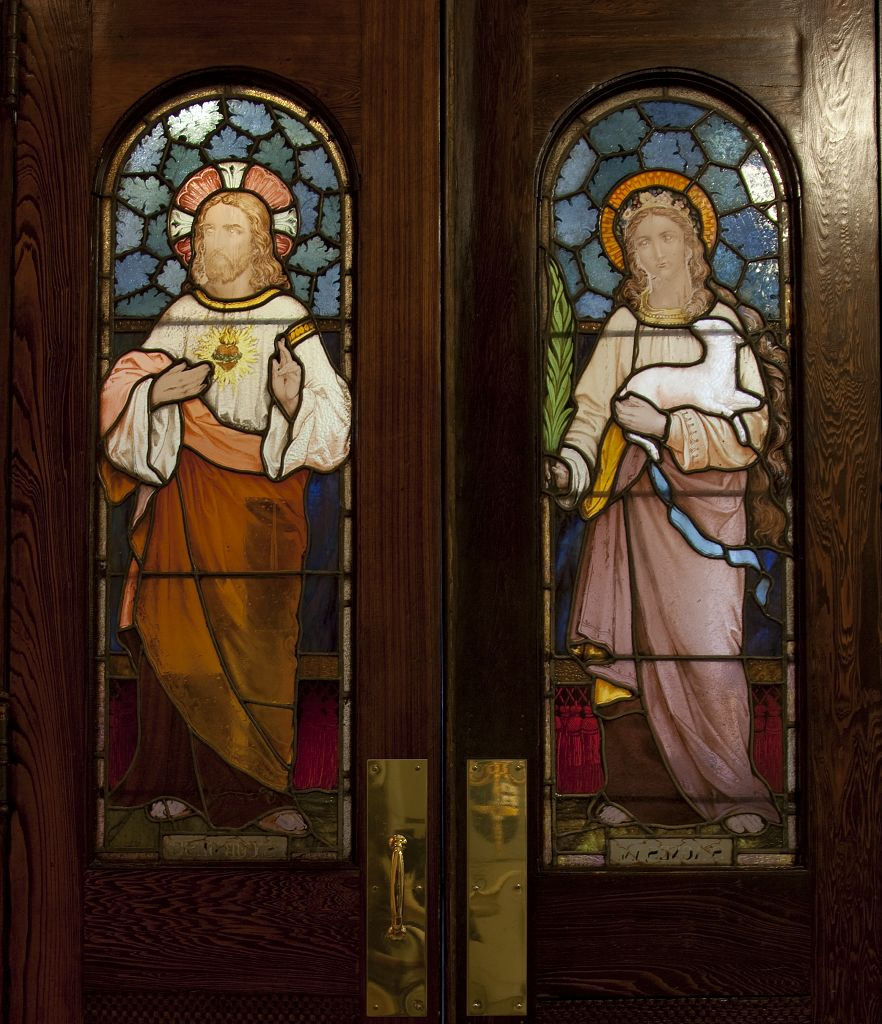
Vetrate raffiguranti il Sacro Cuore di Gesù e Sant'Agnese
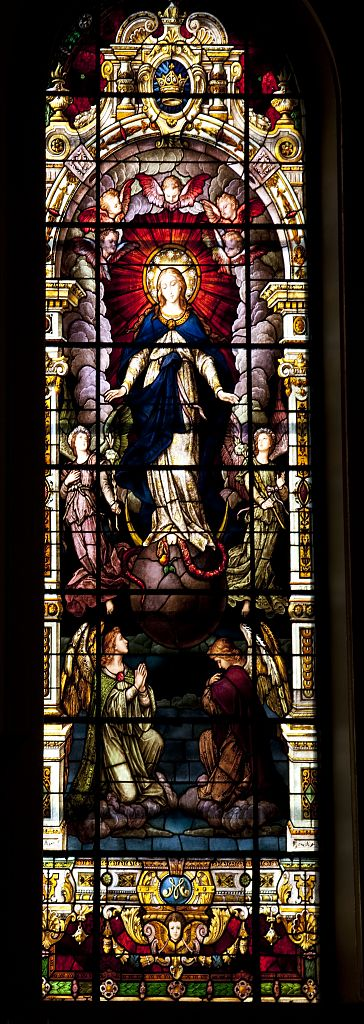
Vetrata dell'Immacolata Concezione